# Dřetovice
Dřetovice är en ort i Tjeckien.   Den ligger i regionen Mellersta Böhmen, i den centrala delen av landet, 18 km nordväst om huvudstaden Prag. Dřetovice ligger 264 meter över havet och antalet invånare är 430.
Terrängen runt Dřetovice är lite kuperad. Runt Dřetovice är det ganska tätbefolkat, med 80 invånare per kvadratkilometer. Närmaste större samhälle är Prag, 18,3 km sydost om Dřetovice. Trakten runt Dřetovice består till största delen av jordbruksmark.